# Великосундирське сільське поселення (Ядринський район)
Великосунди́рське сільське поселення (рос. Большесундырское сельское поселение) — муніципальне утворення у складі Ядринського району Чувашії, Росія. Адміністративний центр — село Великий Сундир.

## Склад
До складу поселення входять такі населені пункти:
| Населений пункт             | Населення, осіб (2010) |
| --------------------------- | ---------------------- |
| Великий Сундир, село        | 319                    |
| Виселок №1, присілок        | 19                     |
| Виселок №2, присілок        | 5                      |
| Єгоркіно, присілок          | 38                     |
| Ільїна Гора, село           | 102                    |
| Канаш, присілок             | 46                     |
| Мале Кумаркіно, присілок    | 119                    |
| Малі Четаї, присілок        | 85                     |
| Малий Сундир, присілок      | 26                     |
| Нова Єкатериновка, присілок | 60                     |
| Талой, присілок             | 213                    |